# مطار ثيوداد ريال المركزي
مطار ثيوداد ريال المركزي  (إياتا: CQM، إيكاو: LERL) والمعروف سابقا باسم مطار دون كيشوت  أو مطار جنوب مدريد، كان مطار دوليا جنوب مدينة ثيوداد ريال في إسبانيا. وهي تقع حوالي 200 كيلومتر (120 ميل) من وسط مدينة مدريد، كان من المخطط أن يكون المطار متصلا بخط السكك الحديدية عالية السرعة مدريد–إشبيلية، مما يجعله أول مطار إسباني مرتبط بشبكة AVE، يبعد المطار بحوالي 50 دقيقة عن وسط مدريد أو قرطبة، وأقل من ساعتين من إشبيلية ومالقة. وكان أول المطارات الدولية الخاصة في إسبانيا، وكلف مبلغ 1.1 مليار دولار للبناء.

## إغلاق المطار
بحلول عام 2012، تعرض المطار لصعوبات مالية اضطر إدارة الشركة إلى الإفلاس، بعد تراكم أكثر من 300 مليون يورو من الديون،  في نهاية المطاف انتهت جميع عمليات المطار وتم إغلاقه في 13 أبريل 2012, .